# Rapala renata
Rapala renata är en fjärilsart som beskrevs av Hans Fruhstorfer 1912. Rapala renata ingår i släktet Rapala och familjen juvelvingar. Inga underarter finns listade.